# Darevskia brauneri
Darevskia brauneri este o specie de șopârle din genul Darevskia, familia Lacertidae, ordinul Squamata, descrisă de Méhely 1909. A fost clasificată de IUCN ca specie cu risc scăzut. Conform Catalogue of Life specia Darevskia brauneri nu are subspecii cunoscute.